# Ицхак бар Гершон Мизрахи
Ицхак Бар Гершон Мизрахи (15 января 1852 год, Губа — 3 января 1930 год) — главный раввин, каббалист, хасид, духовный лидер горских евреев Кавказа с 1905 года по 1930 год. Младший сын Гершона Бар Реувена.

## Биография
Родился в семье раввина Гершона Бар Реувена 23 тевета 5612 года (15 января 1852 года). С малых лет получал строгое религиозное образование у своего отца. В 17 лет получил смиху раввина. Возглавил бейт-дин (религиозный суд) в Кубе и был долгое время Ав бейт-дин.
В 1905 году его старший брат равви Шалом Бар Гершон уехал в Палестину и передал всю заботу и ответственность за общину рабби Ицхаку.
С 1905 по 1930 года Рабби Ицхак был духовным руководителем общины горских евреев.
Скончался 3 тевета 5690 году (3 января 1930 года).
Его преемником стал младший сын Гершон Бар Ицхака. В 1935 годы Раби Гершон был арестован и репрессирован. Своё заключение отбывал в средней Азии. Полтора года спустя, в 1937 году старший сын рабби Ицхака, рабби Хаим пал жертвой коммунистических репрессий и был расстрелян с девятью другими раввинами Кубы.

## Галерея

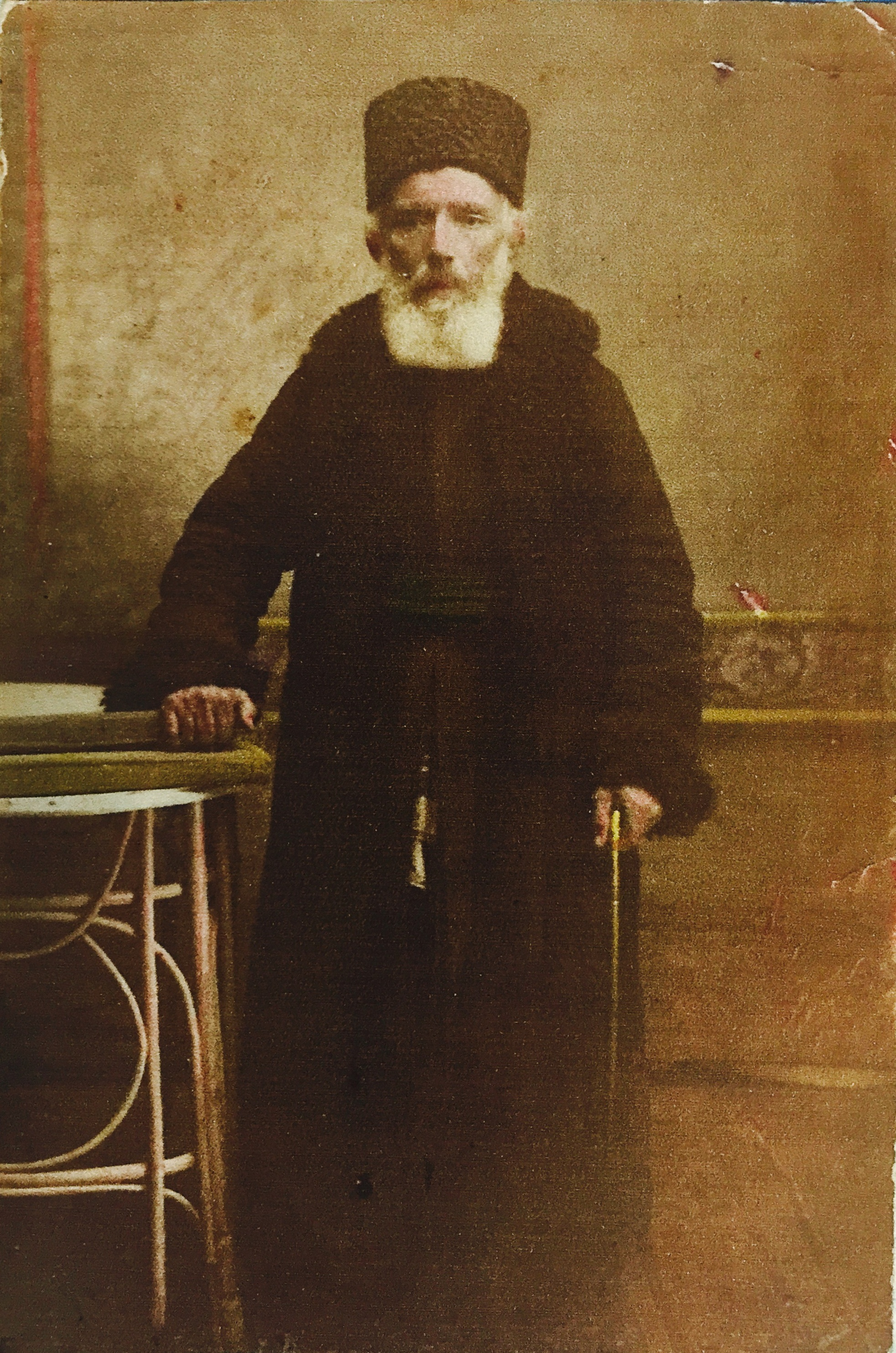
Рабби Ицхак Бар Гершон
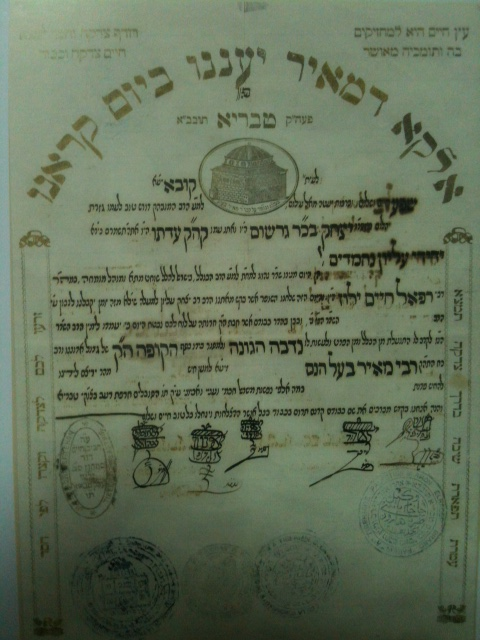
Переписка р. Ицхака с мудрецами Эрэц Исраэль